# Río Riecillos
El río Riecillos, a veces Recillos, es un curso natural de agua que nace del río Leones en la cordillera de los Andes de la Región de Valparaíso y fluye con dirección general oeste hasta desembocar en el río Colorado (Aconcagua).
(No confundirse con el estero Riecillos, afluente del río Juncal)

## Trayecto
El río Riecillos nace del río leones en la cordillera de los Andes y se dirige hacia el oeste y desemboca en el río Colorado (Aconcagua)

## Historia
Luis Risopatrón lo describe en su Diccionario Jeográfico de Chile (1924) sobre el río:: 774 
Riecillos (Rio de los). Recibe el de Los Leones, corre hacia el S W i se vácia en la márjen E del curso inferior del rio Colorado, del Aconcagua. 119, p. 58 i 232; i 134; i estero en 127.